# Batalla de Montebello
La batalla de Montebello se libró el 20 de mayo de 1859 en Montebello (actual Montebello della Battaglia), en Lombardía, al norte de Italia. Fue el primer gran enfrentamiento de la Segunda Guerra de Independencia de Italia  tras la invasión austriaca del Piamonte, entre las tropas austriacas, comandadas por el mariscal de campo Philipp von Stadion und Thannhausen, contra la caballería piamontesa y la infantería francesa, al mando del general Élie Frédéric Forey.
En la batalla, la infantería francesa y la caballería sardo-piamontesa derrotaron y dispersaron a las tropas austriacas. 
La división del General Frederic Forey, acompañada por tres regimientos de caballería piamontesa, comandados por el general Maurizio Gerbaix de Sonnaz , se enfrentó al cuerpo de ejército de Stadion en Montebello. Tras tres horas, al no poder detener la ofensiva de Forey, Stadion se retiró. Debido a esta batalla, el comandante en jefe austriaco se vio obligado a mantener tropas para cubrir la parte sur del frente.

## Preludio
El general Ferenc Gyulai, al mando del 2.º Ejército austriaco, desplegó el VII Cuerpo a lo largo del río Sesia, el II y el III Cuerpo en Mortara, el VIII Cuerpo en Pavía y el V Cuerpo entre Pavía y Mortara. El general Gyulai previó una ofensiva franco-piamontesa consistente en una maniobra de flanqueo al sur del río Po. El I Cuerpo del mariscal Achille Baraguey d'Hilliers avanzó desde Voghera, mientras que los Cazadores de los Alpes de Giuseppe Garibaldi avanzaron desde el norte. Gyulai supuso que estaban presionando sus flancos en una maniobra envolvente.
El 19 de mayo, el V Cuerpo de Stadion, se dividido en cuatro columnas y se desplegó en la orilla derecha del río Po. La columna del comandante austriaco Karl von Urban avanzó rápidamente por la carretera principal hacia Voghera, repeliendo a la Guardia Nacional sarda en Casteggio, y llegó al pueblo de Montebello a la 1:30 p. m. del 20 de mayo. Decidió ocupar Genestrello una comunidad cerca de Montebello situada 1,5 km más adelante, antes de detenerse. A poca distancia al norte, otras dos columnas al mando de Franz Xaver von Paumgartten y el príncipe de Hesse Alejandro de Hesse-Darmstadt los cuales avanzaban lentamente por los caminos rurales.

## Batalla
A las 14:30 del 20 de mayo, Stadion fue sorprendido por el sonido de intensos disparos provenientes de Genestrello. Las fuerzas de vanguardia del comandante Urbano habían chocado repentinamente con la infantería de la división del general Forey, que esperaba un ataque austriaco. 
Al sonar las campanas de la iglesia piamontesa, Forey reforzó sus puestos de avanzada con cuatro batallones. Los refuerzos austriacos avanzaron por la carretera y la vía férrea, a pesar de las persistentes cargas de los regimientos de caballería ligera piamonteses de Novara y Montferrato.
La llegada del grueso de la división de Forey estabilizó la situación. En la llanura, la brigada del general francés Georges Eugène Blanchard  ocupó la granja fortificada de Cascina Nuova, mientras que la brigada del general francés Georges Beuret  se apoderó de las alturas a la derecha francesa. Las tropas de Stadion superaban en número a las francesas tres a uno, pero la concentración de estos últimos en la posición decisiva frente a Montebello dio a los franceses una superioridad numérica local.
Cinco batallones franceses (3000 hombres) se desplegaron en Cascina Nuova contra dos batallones austriacos (2000 hombres) de la brigada del comandante Braum, mientras que seis batallones franceses (3600 hombres) se enfrentaron a tres batallones austriacos (2400) de la brigada de Schaafsgottsche en Genestrello. 
Por su parte, el príncipe de Hesse se vio frenado entre Casatisma y Oriolo por el regimiento de caballería ligera de Aosta y un par de batallones piamonteses a los que sus tropas superaban en número tres a uno. A las 15:00, los austriacos fueron expulsados de la comunidad de Genestrello, lo que obligó a los hombres del comandante Braum a retirarse. Reforzados por tres batallones de la brigada del comandante Gaal, los hombres de Schaafsgottsche atrincheraron Montebello.Frédéric Forey. reanudó la ofensiva entre las 16:00 y las 17:00 con tres batallones que sumaban un total de 6000 hombres. Blanchard amenazaba la aldea desde la llanura, mientras Beuret continuaba su movimiento de giro por el flanco derecho. Forey había perdido su ventaja numérica, pero los defensores de Montebello estaban conmocionados por los combates previos.
Los cazadores austriacos "Jäger" se escondieron en los altos trigales, y nuevos enemigos parecían surgir a cada paso de los franceses. Los hombres de Forey se detuvieron para recargar en las afueras de Montebello antes de expulsar a los austriacos casa por casa. El cementerio era la última parte del pueblo que aún estaba en manos austriacas. El general Beuret murió mientras lideraba un ataque exitoso contra el reducto improvisado. A las 18:30, los únicos austriacos que quedaban en Montebello estaban muertos o prisioneros. Forey alistó sus cañones para consolidar su posición, pero no emprendió la persecución

## Secuelas
El 21 de mayo, Napoleón III recibió un telegrama que decía: «Los austriacos atacaron el día 20 con aproximadamente 15.000 hombres los puestos avanzados del mariscal Baraguey d'Hilliers. Fueron repelidos por la división Forey, que se comportó admirablemente y liberó el pueblo de Montbello, ya famoso...». Desconcertado, Gyulay desplegó su cuerpo más al sur.
- Datos: Q694606
- Multimedia: Battle of Montebello (1859) / Q694606